# Кім Дон Ін
Кім Дон Ін (кор. 김동인; 2 жовтня 1900, Пхеньян — 5 січня 1951, Сеул) — корейський письменник.

## Біографія
Кім Дон Ін народився 2 жовтня 1900 року в Пхеньяні, провінція Пхьонаннамдо, і був піонером реалізму та натуралізму в сучасній корейській літературі. Син заможного землевласника, як і багато інших молодих корейських інтелектуалів, Кім здобув вищу освіту в Японії, навчаючись в Академії Мейдзі в Токіо та вступивши до Школи образотворчих мистецтв Кавабата. Кім кинув школу, коли вирішив зробити письменництво своєю кар'єрою. У 1919 році Кім та інші його прихильники заснували в Японії впливовий, але тимчасовий журнал «Творення» разом із Джу Йоханом, Чон Йонґтеком, Чхве Сонманом та Кім Хваном. «Творення» виступила проти дидактичної літератури («національної літератури», інакше кажучи), запропонованої І Кван-су, У журналі Кім опублікував своє дебютне оповідання «Страждання слабких». У 1925 році Кім опублікував один зі своїх найвідоміших творів, «Картопля», який став проривом у корейській «реалістичній» художній літературі та черговим залпом у його літературній війні з Ї Кван Су.

### Історичні романи
- «Юнаки» (1930–1931)
- «Весна в палаці Унхьонґун» (1933)
- «Занепад династії» (1935)
- «Великий князь Суян» (1941)

### Збірки
- «Життя» (1924)
- «Картопля» (1935)
- «Короткі історії Кім Дон Ін» (1939)
- «Захід сонця в палаці» (1941)
- «Роумінг» (1941)
- «Однакові пальці на ногах» (1948)
- «Скорбота слабкої людини» (1919)
- «Бетараґі» (1921)
- «Шмагання» (1922)
- «Весілля» (1931)
- «Зрадник» (1946)
- «Популярність зруйнованої нації» (1947)